# Главные члены предложения
Главные члены предложения — подлежащее и сказуемое. Они образуют грамматическую основу предложения. Главные члены предложения связаны по смыслу и грамматически. От них задаётся вопрос к второстепенным членам предложения.

## В русском языке

### Подлежащее
Подлежащее сообщает, о ком или о чём говорится в предложении, оно отвечает на вопросы: кто?, что? и чаще всего бывает выражено именем существительным, числительным или местоимением в форме именительного падежа. Иногда подлежащее выражено сочетанием числительного и предмета, количество которых оно обозначает. Также имеются случаи идиоматических оборотов, в которых подлежащее и сказуемое, дающее его определение, выражаются инфинитивом глагола («Учить — разуму научить»). Подчёркивается одной чертой.
- Дождь (Что?) начался.
- Андрей (Кто?) играет.

### Сказуемое
Сказуемое обозначает то, что говорится о подлежащем, и отвечает на вопросы: что делает предмет?, каков он?, что это такое?, кто он такой?.
В русском языке сказуемые обычно подразделяются на три типа:
- Простые глагольные — одно слово, выраженное глаголом.
- Составные глагольные — состоят из вспомогательного глагола/слова и неопределенной формы глагола.
- Составные именные — состоят из глагола-связки и именной части.

- Воробей (что делает?) летит.
- Кошка (что делает?) играет с хозяином.